# Heidelleithen
Heidelleithen ist ein Gemeindeteil der Stadt Goldkronach im Landkreis Bayreuth (Oberfranken, Bayern). Heidelleithen liegt in der Gemarkung Nemmersdorf.

## Geografie
Die Einöde liegt am Westhang eines Ausläufers des Fichtelgebirges. Ein Anliegerweg führt nach Kühleithen (0,3 km südwestlich).

## Geschichte
Heidelleithen wurde im Jahre 1692 erstmals urkundlich erwähnt.
Heidelleithen gehörte zur Realgemeinde Sickenreuth. Gegen Ende des 18. Jahrhunderts bestand Heidelleithen aus zwei Anwesen. Die Hochgerichtsbarkeit stand dem bayreuthischen Stadtvogteiamt Goldkronach zu. Das Rittergut Goldkronach war Grundherr der beiden Sölden.
Von 1797 bis 1810 unterstand Heidelleithen dem Justiz- und Kammeramt Gefrees. Infolge des Ersten Gemeindeedikts wurde Heidelleithen dem 1812 gebildeten Steuerdistrikt Nemmersdorf zugewiesen. Ein Anwesen kam zur Ruralgemeinde Nemmersdorf, das andere Anwesen zur Ruralgemeinde Sickenreuth, mit dem Zweiten Gemeindeedikt (1818) zur Ruralgemeinde Brandholz. Nach 1904, jedoch vor 1928 wurde auch dieses Anwesen Teil der Gemeinde Nemmersdorf. Im Zuge der Gebietsreform in Bayern wurde Heidelleithen am 1. Juli 1972 nach Goldkronach eingemeindet.

### Einwohnerentwicklung
Heidelleithen-Nemmersdorf
| Jahr      | 001818 | 001861 | 001871 | 001885 | 001900 | 001925 | 001950 | 001961 | 001970 | 001987 |
| Einwohner | 12     | 21     | 12     | *      | *      | 13     | 9      | 10     | 8      | 6      |
| Häuser    | 2      |        |        | *      | *      | 3      | 2      | 2      |        | 2      |
| Quelle    | [ 7 ]  | [ 10 ] | [ 11 ] | [ 12 ] | [ 13 ] | [ 14 ] | [ 15 ] | [ 16 ] | [ 17 ] | [ 1 ]  |

Heidelleithen-Brandholz
| Jahr      | 001819 | 001861 | 001871 | 001885 | 001900 |
| Einwohner | *      | 13     | 9      | 19     | 14     |
| Häuser    |        |        | 2      | 2      | 2      |
| Quelle    | [ 19 ] | [ 20 ] | [ 21 ] | [ 22 ] | [ 23 ] |

## Religion
Heidelleithen ist evangelisch-lutherisch geprägt und bis heute nach Nemmersdorf gepfarrt.